# Gaussian minimum-shift keying
 (signalé en juin 2025).
Si vous disposez d'ouvrages ou d'articles de référence ou si vous connaissez des sites web de qualité traitant du thème abordé ici, merci de compléter l'article en donnant les références utiles à sa vérifiabilité et en les liant à la section « Notes et références ».
- Archive Wikiwix
- Bing
- Cairn
- DuckDuckGo
- E. Universalis
- Gallica
- Google
- G. Books
- G. News
- G. Scholar
- Persée
- Qwant
- (zh) Baidu
- (ru) Yandex
- (wd) trouver des œuvres sur Wikidata

La modulation spécifiée pour la norme GSM est la modulation GMSK (Gaussian minimum-shift keying ou modulation à déplacement minimum gaussien), qui est une modulation de fréquence à enveloppe constante, ce qui est plutôt intéressant lorsqu'on travaille sur un canal qui affecte l'amplitude du message. La modulation GMSK est le résultat du filtrage par un filtre gaussien d'une modulation MSK. Les données binaires (0 ou 1) à transmettre modulent la phase de la fréquence porteuse. 
Dans la modulation MSK, un '0' fait varier linéairement et continûment la phase de -90 degrés et un '1' fait varier linéairement et continûment la phase de +90 degrés. La trajectoire de la phase est donc représentée par une courbe en dents de scie. Dans la modulation GMSK les transitions de phases sont plus progressives car les données binaires sont filtrées par un filtre gaussien avant de moduler la porteuse.

## Utilisations
Outre l'utilisation par les GSM, elle est utilisée par le système d'identification automatique (SIA, AIS en anglais) de localisation des bateaux.